# Érik Morales
Érik Isaac Morales Elvira (ur. 1 września 1976 w Tijuanie) – meksykański bokser. Pięciokrotny mistrz świata federacji WBC i WBO. Pokonał 18 zawodników o tytuł mistrza świata w trzech kategoriach wagowych. Pokonał piętnastu mistrzów świata i wygrał siedem tytułów w pięciu kategoriach wagowych.

## Początki kariery
Erik Morales urodził się w Tijuanie. Był wychowywany przez ojca, Jose Moralesa, który także był bokserem. Zaczął boksować w wieku pięciu lat. W swojej amatorskiej karierze odbył 114 walk (108 zwycięstw i 6 porażek), a także zdobył 11 ważniejszych tytułów. Swoją pierwszą walkę zawodową odbył w wieku 16 lat, nokautując w drugiej rundzie Jose Orejela. Między 1993 a 1997 Morales piął się w górę w rankingu kategorii superkoguciej, wygrywając 26 walk, w tym 20 przez nokaut. Pokonał między innymi Kenny'ego Mitchella i Hectora Acero Sancheza, zanim zdobył swój pierwszy tytuł mistrza świata. Wtedy promotorem Moralesa stał się Bob Arum.